# کیم آه جونگ
کیم آه جونگ (به کره‌ای: 김아중) (به انگلیسی: Kim Ah-joong) یا کیم آ جونگ زاده ۱۶ اکتبر ۱۹۸۲ بازیگر و مدل اهل کره جنوبی است. او در مجموعه تلویزیونی سزاوار نامت زندگی کن (۲۰۱۷) ایفای نقش کرده‌است.

## گذشته کاری
کیم آه جونگ یک بازیگر/مدل/خوانندهٔ معروف کره ایست که به وسیله بازی در فیلم‌ها و تبلیغات تجاری بسیارش، معروف شده‌است. معروف‌ترین کار وی، نقشش به عنوان دختری چاق (هان نا) در فیلم بسیار موفق و کمدی زیبای ۲۰۰ پوندی در سال ۲۰۰۶ بود که در این فیلم، هان ناتمام بدنش را بوسیله عمل جراحی تغییر داد تا بتواند خواننده پاپ شود. برای بازی خوبش در فیلم زیبای ۲۰۰ پوندی، جایزه بهترین بازیگر زن در سال ۲۰۰۷ در جشنواره گرند بل را از آن خود کرد.
در ادامه آن، وی در چند سریال تلویزیونی دیگر از جمله دستهٔ عجیب ساخته شده در سال ۲۰۰۷ بوسیله شبکه کی بی اس، شرکت کرد و همچنان به اجرای تبلیغات تجاری خود ادامه داد.
او آهنگ‌هایی نیز شامل دختر زیبا و ماریا خوانده‌است.
کیم همچنان یکی از بهترین مدل‌های تبلیغاتی کره جنوبی است.

## فیلم‌شناسی

### فیلم‌ سینمایی
| سال  | عنوان                          | نقش            |
| ---- | ------------------------------ | -------------- |
| ۲۰۰۵ | وقتی عشق با تقدیر ملاقات می‌کند | لی کیونگ چا    |
| ۲۰۰۶ | زیبای ۲۰۰ پوندی                | کانگ هان-نا    |
| ۲۰۰۹ | هدیه                           | اپای وی        |
| ۲۰۱۰ | Foxy festival                  | بازیگر میهمان  |
| ۲۰۱۲ | شریک من                        | یون جونگ       |
| ۲۰۱۳ | منو بگیر                       | یون جین سوک    |
| ۲۰۱۳ | فوق العاده                     | ارین           |
| ۲۰۱۷ | پادشاه                         | سانگ هی        |
| ۲۰۱۹ | رفقای بد: سلطنت هرج و مرج      | نو-سون / جسیکا |

### مجموعه تلویزیونی
| سال  | عنوان                       | نقش            |
| ---- | --------------------------- | -------------- |
| ۲۰۰۴ | امپراتور دریا (کی بی اس ۲)  | ها جین         |
| ۲۰۰۵ | حالتی برای جدایی (ام بی سی) | سو هی وون      |
| ۲۰۰۵ | دستهٔ عجیب (کی بی اس ۱)      | کیم جونگ نام   |
| ۲۰۰۹ | آن احمق                     | هان جی سو      |
| ۲۰۰۹ | زوج اتفاقی                  | هان جی سو      |
| ۲۰۱۱ | نشانه                       | گو داک کیونگ   |
| ۲۰۱۴ | تنگنا                       | شین ها گیونگ   |
| ۲۰۱۶ | تحت تعقیب                   | جونگ هه این    |
| ۲۰۱۷ | سزاوار نامت زندگی کن        | چوی یونگ کیونگ |
| ۲۰۲۲ | گرید                        | جونگ سه بیوک   |

## جوایز
برنده شده:
| سال  | جوایز |
| ---- | --- |
| ۲۰۰۵ | - جایزه سریال‌های کی بی اس: بهترین بازیگر زن نسل جدید |
| ۲۰۰۶ | - جایزه چهل و دومین پکسانگ هنری: محبوب‌ترین بازیگر زن |
| ۲۰۰۷ | - جایزه سوم جشنواره Rising Stars - جایزه چهل و چهارمین جشنواره گرند بل: بهترین بازیگر زن زیبای ۲۰۰ پوندی - جایزه ششمین جشنواره موزیک دیجیتال: بهترین موزیک ماه - جایزه چهارمین جشنوارهٔ بهترین فیلم: بهترین بازیگر زن |